# Echter Gewürzstrauch
Der Echte Gewürzstrauch (Calycanthus floridus) ist eine Pflanzenart aus der Gattung Gewürzsträucher in der Familie der Gewürzstrauchgewächse (Calycanthaceae). Der deutsche Trivialname geht auf die charakteristischen Gerüche von Holz, Rinde und Blüten zurück. Als weitere Trivialnamen sind Nelkenpfeffer, Specereistrauch und Riechäpfelchen sowie Erdbeerstrauch, Wohlriechender Gewürzstrauch und Weinröschen belegt.

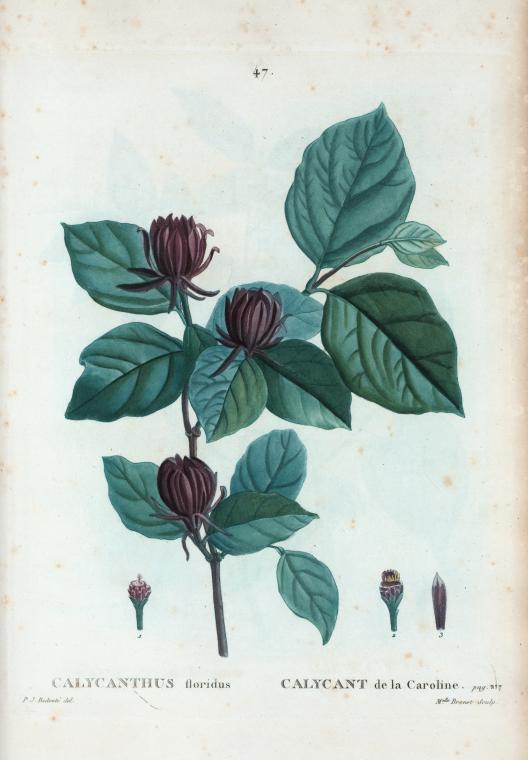
Illustration von Pierre-Joseph Redouté

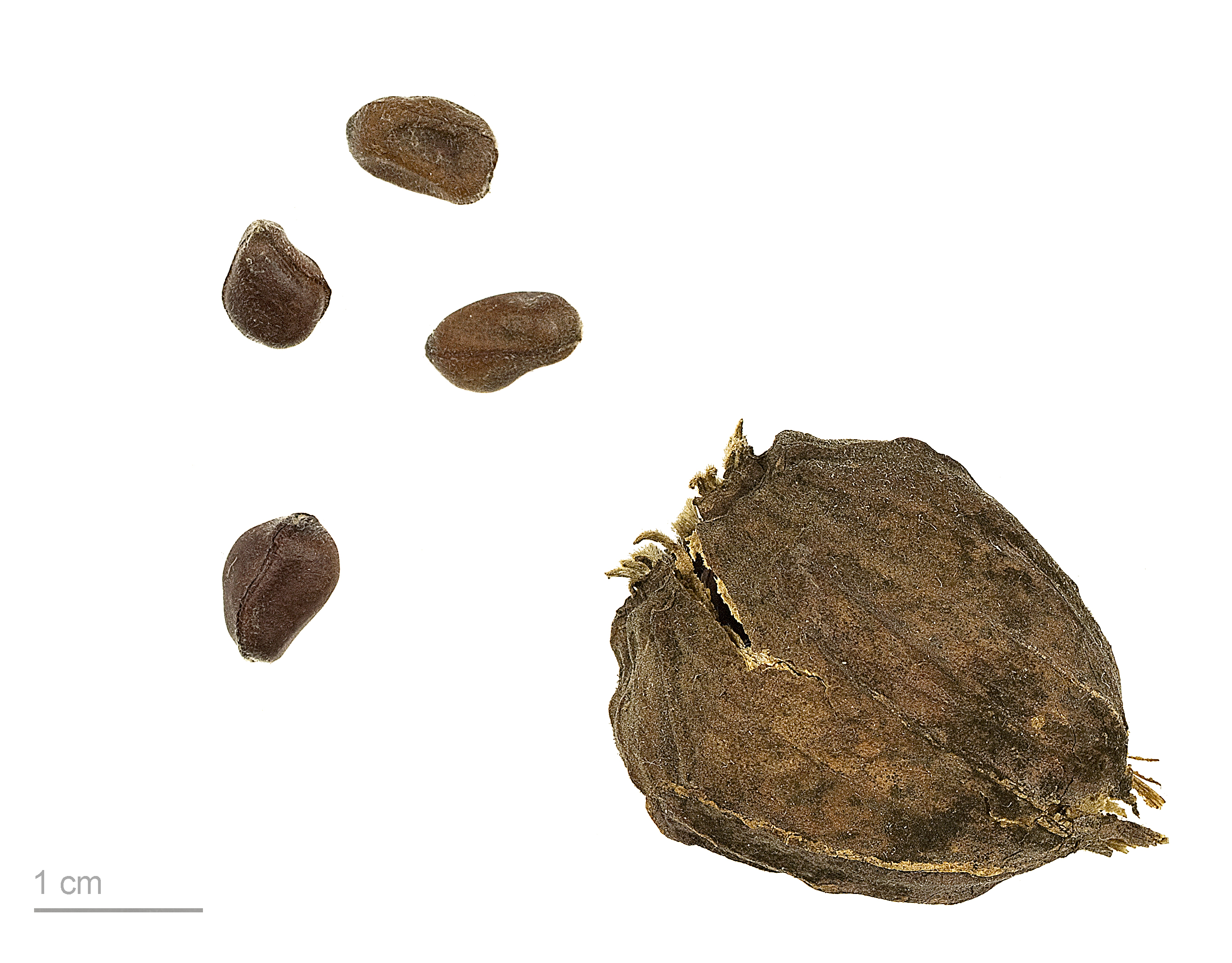
Früchte und Samen

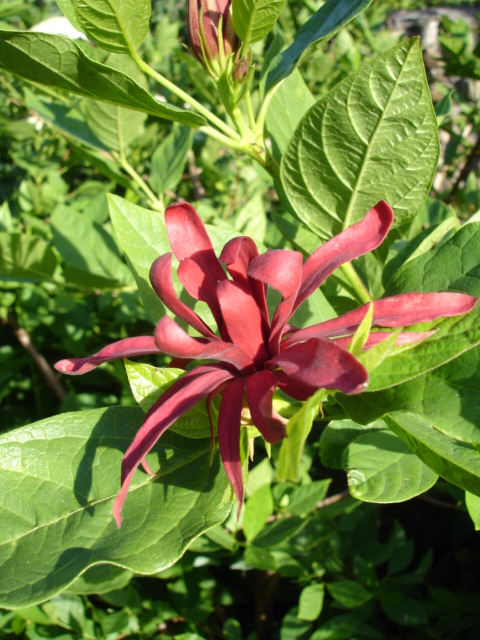
Laubblätter und Blüte

## Beschreibung

### Vegetative Merkmale
Der Echte Gewürzstrauch wächst als laubabwerfender Strauch und erreicht Wuchshöhen von bis zu 3 Metern. Er bildet Ausläufer, über die eine vegetative Vermehrung möglich ist. Der Geruch des Holzes sowie der Rinde erinnert an Gewürznelken.
Die gegenständigen und gestielten, meist ganzrandigen Laubblätter besitzen eine Länge von 5 bis 15 Zentimetern und eine Breite von 2 bis 5 Zentimeter. Der Blattstiel ist 3 bis 10 Millimeter lang. Die raue Blattoberseite ist grün und die Unterseite graugrün und fein behaart bis fast kahl. Die Blätter sind elliptisch bei eiförmig und an der Spitze spitz bis zugespitzt oder stumpf. Die Nebenblätter fehlen.

### Generative Merkmale
Der Echte Gewürzstrauch ist protogyn, also vorweiblich. Die Blütezeit reicht von Juni bis Juli. Die Blüten stehen einzeln endständig an Kurztrieben. Die großen, zwittrigen und dunkelroten Blüten mit einfacher Blütenhülle weisen einen Durchmesser von bis zu 5–6 Zentimetern auf und riechen intensiv nach Erdbeeren. Die 15 bis 30 ungleichen, spitzen und fleischigen, feinhaarigen Blütenhüllblätter sind spiralig angeordnet. Sie sind elliptisch bis eilanzettlich, 2 bis 4 Zentimeter lang und 3 bis 8 Millimeter breit. Es sind 10 bis 20 kurze Staubblätter mit breiten Staubfäden und innen bis etwa 20 Staminodien vorhanden. Es sind viele freie und mittelständige Stempel mit schlanken Griffeln im becherförmigen Blütenboden vorhanden. Nektarien fehlen und die inneren Tepalen sowie die Staubblätter, Staminodien besitzen helle, sukkulente Spitzen (Food-Bodies, Nahrungskörper).
Es werden bis zu 6 Zentimeter große, nicht öffnende und vielsamige, fibrös-ledrige Sammelfrüchte (Scheinfrucht) im urnenförmigen Blütenboden mit Staminodialresten gebildet. Die vielen einzelnen, rot-braunen, leicht feinhaarigen, bis 10 Millimeter langen, eiförmigen bis elliptischen, leicht abgeflachten Früchte (Achänen) sind hart und einsamig. Die Früchte bleiben über den Winter stehen (Wintersteher).
Die Chromosomenzahl beträgt 2n = 22 oder 33.

## Vorkommen
Der Echte Gewürzstrauch ist im südöstlichen Nordamerika verbreitet und kommt von Pennsylvania bis in die südöstlichen Vereinigten Staaten vor.

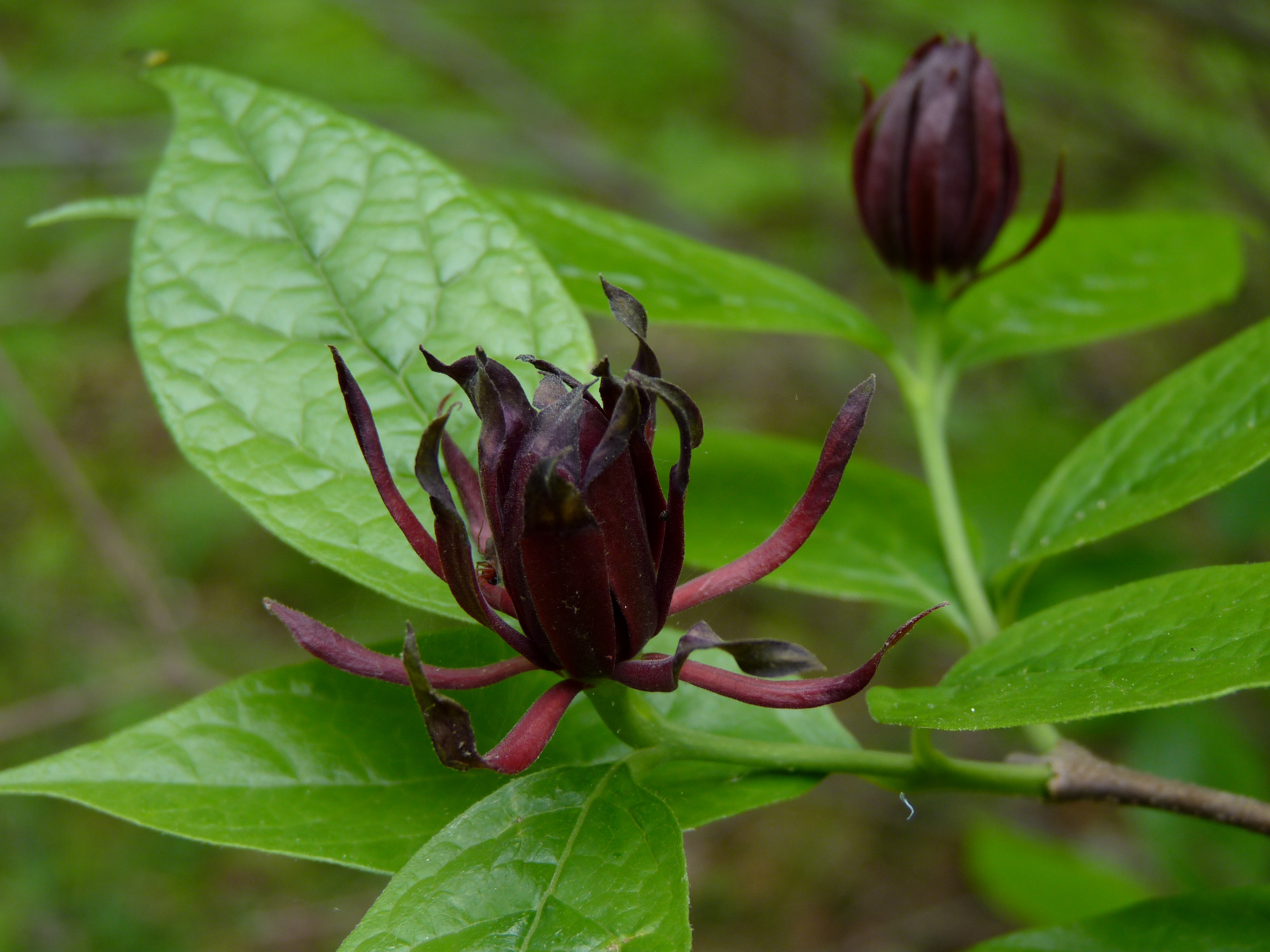
Calycanthus floridus var. glaucus

## Systematik
Es können zwei Varietäten unterschieden werden:
- Calycanthus floridus var. floridus: Sie kommt in Alabama, Florida, Georgia, North Carolina, South Carolina, Virginia, Mississippi und Tennessee vor.[5] Bei ihr ist die Blattunterseite dicht behaart.[4]
- Calycanthus floridus var. glaucus (Willd.) Torr. & A.Gray (Syn.: Calycanthus glaucus Willd., Calycanthus fertilis Walter): Sie kommt in Pennsylvania, West Virginia, Alabama, Georgia, Virginia, Kentucky, North Caolina und South Carolina vor.[5] Bei ihr ist die Blattunterseite kahl oder fast kahl.[4]

## Nutzung
Der Echte Gewürzstrauch wird in den gemäßigten Gebieten als Zierpflanze in Parks und Gärten verwendet. Er bevorzugt sonnige oder lichte halbschattige Standorte.

## Symbolik
Im Jahr 1981 wurde in der DDR eine Briefmarke mit einer zeichnerischen Darstellung des Echten Gewürzstrauchs ausgegeben. Sie erschien in der Serie  „Seltene Gehölze“.